# 干把珠
干把珠（？—1459年），又作干把猪，明朝天顺年间苗族起事领袖，属于贵州东苗十三番。
1458年四月，贵州饥荒，干把珠不堪苛捐杂税，纠合龙里、贵定、八番、平越（今福泉市）等地苗民数万，率众攻打都匀、新添（今贵定县）、龙里等地卫所屯堡，东苗善于马战，多次对战官军获胜。朝廷命湖广、贵州总兵官方瑛调集贵州、四川、云南西南各地官军和四川、广西土兵数万，分四路镇压。1459年四月，方瑛及赞理湖广，贵州军务右副都御史白圭率军击败义军，斩首一万余级，生擒六千余人。干把珠退守六美山、翁受河一带，战斗中被俘遇害。